# フロイド・パターソン
フロイド・パターソン（Floyd Patterson、1935年1月4日 - 2006年5月11日）は、アメリカ合衆国の男性プロボクサー。ノースカロライナ州出身。元世界ヘビー級王者。
ヘビー級としては小柄だったが、それを活かしたピーカブー・スタイルから放たれるパンチの切れは抜群で、強靭かつ柔軟な下半身のバネを効かせた、ガゼルパンチと呼ばれる必殺ブローの発案者でもある。日本の漫画、『はじめの一歩』の主人公である幕之内一歩の必殺技の一つであるガゼルパンチの由来は、パターソンが使っていた技からきている。なお、元WBC世界スーパーバンタム級＆IBF世界スーパーフェザー級の2階級王者トレイシー・ハリス・パターソンは養子。

## 来歴
- 1952年6月、ヘルシンキオリンピックで金メダル獲得。9月12日、プロデビュー。
- 1956年11月30日、空位の世界ヘビー級タイトルをライトヘビー級の名王者アーチー・ムーアと争い、5ラウンドKO勝利で獲得。4度防衛。
- 1959年6月26日、インゲマル・ヨハンソンに3ラウンドTKOで敗れ、タイトルを失う。この試合はリングマガジン アップセット・オブ・ザ・イヤーに選出された。
- 1960年6月20日、インゲマル・ヨハンソンに5ラウンドKOで勝利し、タイトルを取り戻す。この試合はリングマガジン ファイト・オブ・ザ・イヤーに選出された。同王座は2度防衛。
- 1962年9月25日、ソニー・リストンに1ラウンドKOで敗れ、タイトルを失う。
- 1963年7月22日、ソニー・リストンの持つ世界ヘビー級タイトルに挑戦するが、1ラウンドKOで敗れる。
- 1965年2月1日、ジョージ・シュバロと対戦し、判定勝ち。この試合はリングマガジン ファイト・オブ・ザ・イヤーに選出された。
- 1965年11月22日、モハメド・アリの持つ世界ヘビー級タイトルに挑戦するが、12ラウンドTKOで敗れる。当時アリはネーション・オブ・イスラム入信を公表しアメリカ社会を激しく批判していた「白人の意のままにならない黒人」だった。パターソンはそれを止めるベビーフェイスとして担ぎ出され、この報道攻勢に乗せられる形で試合前から「この試合は、黒人イスラム教徒からタイトルを取り戻すための聖戦だ。カトリック教徒として、私は愛国的な義務としてクレイと戦っている。私はアメリカに王座を返すつもりだ」と語り、アリをイスラム教改宗後の名前であるモハメド・アリと呼ぶことを拒否して旧名のカシアス・クレイと呼び続けた。それを聞いたアリは失望し、駆け出し時代から世話になって憧れでもあったパターソンを「アンクル・トム」と罵倒し、アリは試合でもレフェリーが止めるまで決定的な強打を打たずパターソンを痛めつけ続けた。後年、アリはパターソンに謝罪している。1967年に両者は再戦にサインするも、アリの徴兵拒否によるボクシングライセンスの剥奪で、試合は実現しなかった。
- 1968年9月14日、ジミー・エリスの持つ世界ヘビー級タイトルに挑戦し、内容で3度目の王座を獲得したかに見られたが、レフェリーのハロルド・バランの判定により判定負けとされ、王座返り咲きはならなかった。
- 1972年9月20日、NABF北米ヘビー級王者となっていたモハメド・アリと再戦。アリのパンチによりパターソンの左目が腫れ、7ラウンドのインターバル間にドクターによるチェックが行われた後、第8ラウンド開始をレフェリーが許さずパターソンのTKO負けとなった。パターソンは引退声明を出さなかったがこれが現役最後の試合となった。
- 引退後はニューヨーク州アスレチック・コミッションのコミッショナーを務めていたが、現役時代のダメージからアルツハイマー病を発症、妻の名前を覚えられないほどの記憶障害が原因でアスレチックコミッションを辞任した[1]。

## 戦績
- プロボクシング戦績: 64戦 55勝 40KO 8敗 1分